# Lenora
Lenora (en allemand : Eleonorenhain) est un bourg (městys) du district de Prachatice, dans la région de Bohême-du-Sud, en République tchèque. Sa population s'élevait à 671 habitants en 2023.

## Géographie
Lenora se trouve dans la Forêt de Bohême (Šumava), à 6 km au sud-sud-est de Prachatice, à 51 km à l'ouest de České Budějovice et à 137 km au sud-sud-ouest de Prague.
La commune est limitée par Horní Vltavice à l'ouest et au nord, par Volary à l'est, par Stožec au sud, et par Strážný au sud-ouest.

## Histoire
En 1834, une verrerie fut construite au bord de la Teplá Vltava par Johann Meyr. Jean-Adolphe II de Schwarzenberg, propriétaire des forêts avoisinantes, donna au nouveau village le nom de son épouse, Eleonore. Quelques années plus tard, la verrerie était devenue une des plus importantes de Bohême. Elle fut nationalisée en 1945, après l'expulsion de la population germanophone.

## Lerechlede Lenora
Le rechle (de l'allemand der Rechen, « le râteau ») est un petit pont en bois couvert qui enjambe la Teplá Vltava. Il servait à contenir le bois transporté par flottage. Il est situé en contrebas de la route I / 39 en direction de Volary (48°55′19.56″ N, 13°48′22.68″ E).

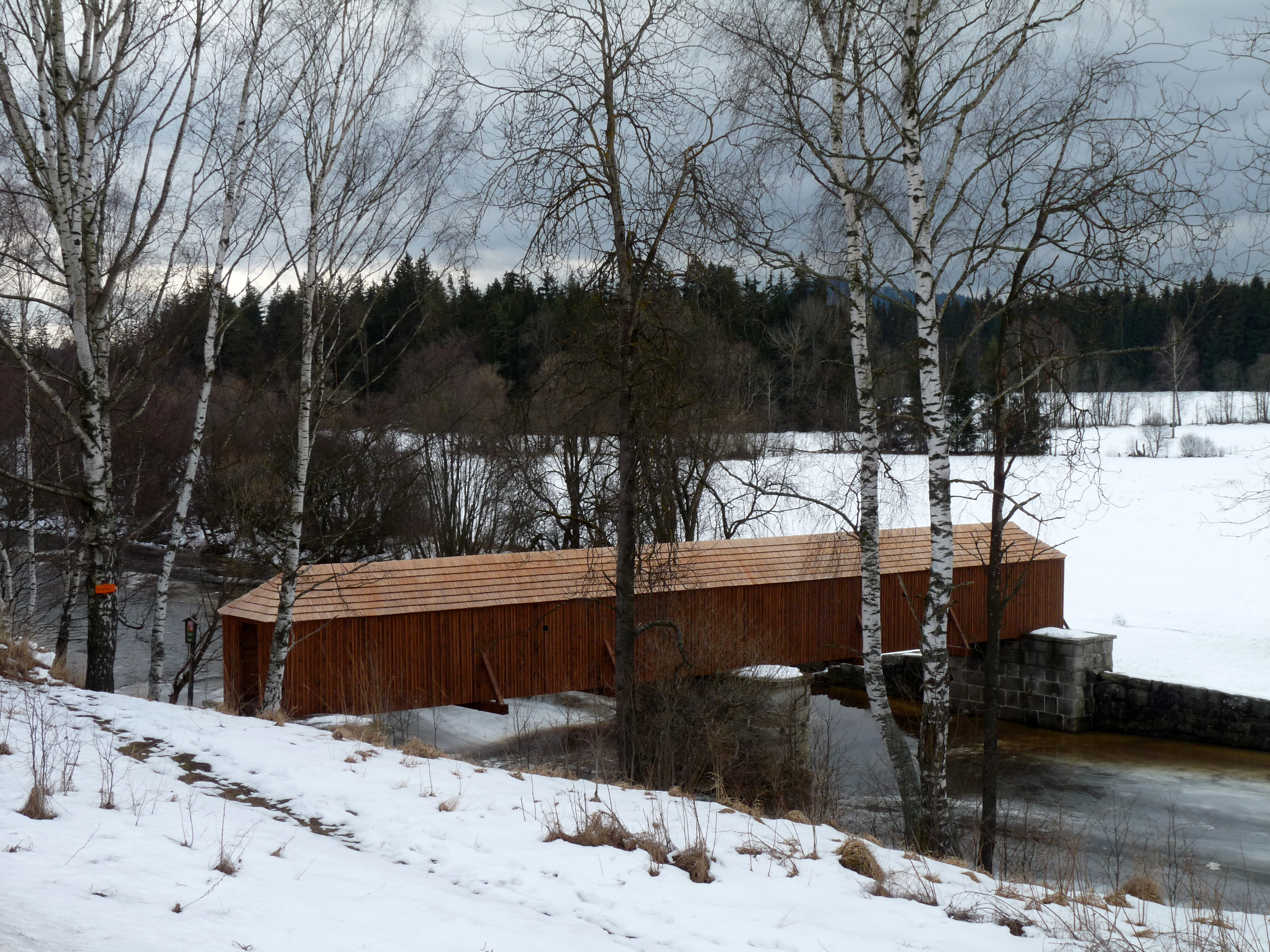
Pont vu depuis la route.
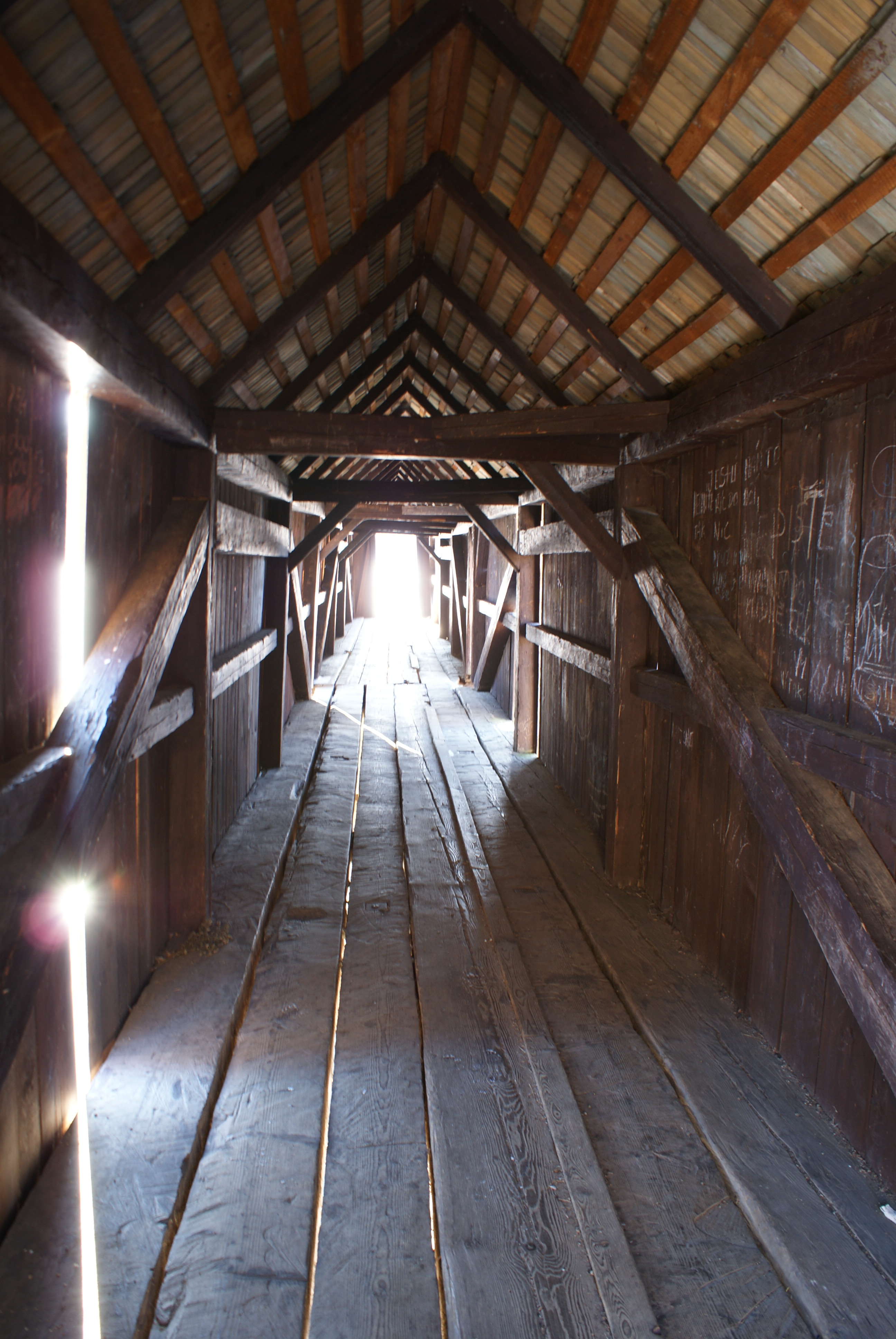
Le rechle à Lenora.

Cette passerelle a été construite en 1870 et servait à la gestion, au comptage, au guidage et au déchargement des bois destinés aux papeteries de Loučovice et de Větřní. À l'origine, elle était fermée des deux côtés par des portes. Dans les parois a été conservée la poutre (longeron) utilisée pour permettre de libérer et de dégager les troncs bloqués.
De même, afin de retenir les bois, lorsque le débit de la rivière était trop bas, des trous ont été faits dans les planchers. Le bois était alors bloqué jusqu'à ce que les étangs environnants aient atteint un niveau d'eau plus élevé.
Le pont a été restauré en 1985 à l'initiative de la commune. C'est un monument protégé.
La passerelle est longue de 27 mètres et large de 1,8 mètre. Elle est construite sur trois piliers en pierre d'environ 6 mètres de hauteur au-dessus de la rivière Teplá Vltava. La construction est recouverte d'un toit en croupe et au sud on entre dans le pont par un escalier en bois.

## Administration
La commune se compose de cinq sections :
- Houžná
- Kaplice
- Lenora
- Vlčí Jámy
- Zátoň

## Transports
Par la route, Lenora se trouve à 19 km de Vimperk, à 26 km de Prachatice, à 65 km de Ceské Budejovice et à 167 km de Prague.